# 明太祖第二次北伐
明太祖第二次北伐发生于洪武五年（1372年）正月至十一月，是明太祖朱元璋又对北元进行第二次征伐。此战结果，徐达的主力中路军大败，李文忠的东路军得失相当，仅冯胜的西路军获胜。第二次北征以失败告终。

## 背景
儘管明太祖的第一次北征已經将东北一方的元昭宗爱犹识理达腊和西北陕甘一方的扩廓帖木儿趕到北元首都和林以北地区，但北元兵力未受致命打擊，兩年內又開始南侵，騷擾明朝的北部各邊塞。明太祖本來傾向于依長城防守為主，但經徐達上奏後采納了徐達的主攻意见，于洪武五年正月二十二日出擊北元首都和林。

## 過程
朱元璋的作战策略是分三路各5万人，以中路为正，东、西两路为奇，奇正并用，三路合击。中路以徐达为征虏大将军出雁门关，說是急攻和林，但實際上卻缓慢进军，诱使北元軍南下作战以便歼灭；东路曹国公李文忠为左副将军出居庸关，经应昌府攻和林，讓北元出乎意料，并可在北元軍南下攻中路軍時包抄其后方；西路宋国公冯胜为右副将军出金兰攻打甘肃一帶，作為疑兵诱使北元军分散兵力。
徐达的中路军于二月二十九日进入山西境内，其先锋都督佥事蓝玉出雁门关在野马川（胪朐河，即今蒙古的克鲁伦河）擊敗扩廓帖木儿并一路追擊。三月二十日，蓝玉又于土剌河（即今土拉河，位于蒙古乌兰巴托西）再败扩廓帖木儿。但是這樣一來，明中路軍孤軍深入，沒有按照原作戰策略行事。五月初六，北元扩廓帖木儿和贺宗哲的联軍在岭北擊敗徐达的中路軍主力，明軍死万余人，被迫南逃。七月十一日，偏将军汤和又在断头山（今宁夏宁朔东北约300里处）被北元軍擊敗，指挥同知章存道战死。中路軍的兩路均败。
西路軍則比較順利，颍川侯傅友德的5000騎兵于西凉（今甘肃武威）擊敗北元失剌罕，又在永昌（今属甘肃）忽剌罕口再败北元太尉朵儿只巴。然后傅友德和冯胜的西路军主力部隊会师，于扫林山（今甘肃酒泉北）大败北元軍，斩首400余级，俘虜北元太尉锁纳儿加、平章管著等人。六月初三日，北元将領上都驴以830余户投降西路軍。西路軍攻到亦集乃路（今内蒙古额济纳旗东南），北元守將伯颜帖木儿也举城投降。西路軍在别笃山口大敗北元岐王朵儿只班，俘虜北元平章长加奴等27人及牲畜十余万头。傅友德追擊到瓜州（今甘肃瓜州）、沙州（今甘肃敦煌西北），再次大勝，俘獲岐王的金银大印和牲畜2万头，然后勝利班師。
東路李文忠一軍于六月二十九日攻到口温（今内蒙古查干诺尔南），北元守軍闻讯逃走，留下很多牛马辎重被明軍俘獲。李文忠留部将韩政守辎重，率主力順著哈剌莽来（今蒙古洪戈尔）、胪朐河追擊元軍，在土剌河、阿鲁浑河（即今鄂尔浑河，位于蒙古乌兰巴托西北）一带与元将蛮子哈剌章激战多日。最終北元軍被擊敗逃走，被俘北元人马以萬計，但東路軍死傷也很多。李文忠繼續追擊，一直追到称海（今蒙古哈腊乌斯湖南、哈腊湖西），各路北元軍又會聚起來回攻東路軍。李文忠見無法取勝，就決定退兵，一路以兵法故布疑陣全身而退，北元軍隊害怕明軍有埋伏，不敢追擊，双方脱离接触。東路軍雖有一定優勢，但沒有完全擊敗所遇元軍。

## 結果
第二次北征中的三路明軍，基本是各自為戰，沒能按照戰前制訂的策略配合，因此按所遇對手的強弱，命運各不相同。孤軍深入到達北元首都哈拉和林一帶的中路軍和東路軍都被北元拼死反擊而損失很大。
在这次战斗中，李文忠部不仅攻入北元首都哈拉和林，而且还攻入了蒙古帝国成吉思汗时期的首都大斡耳朵曲雕阿兰，但是当时大斡耳朵已经荒废。另外李文忠到达的“朵颜”之地，是成吉思汗的葬地不儿罕山。